# キング醸造
キング醸造株式会社（キングじょうぞう、英: KING BREWING CO., LTD.）は、兵庫県加古郡稲美町に本社を置く、主にみりん、醸造酢を中心とする調味料メーカーである。日の出ホールディングスグループの中核企業で「日の出みりん」の製造元として、その名を知られる。

## 概要
創業者の大西猪太郎が、1901年（明治34年）に、「日の出白味淋」の製造を開始する。やがて1927年（昭和2年）に大西合名会社として発足。その後はみりんや醸造酢のみならず、濃縮ジュースなどを製造するなど、多角的な生産に乗り出してゆく。
1960年（昭和35年）には「日の出新味淋」を発売。今日まで発売され続けるロングセラーとなる。翌1961年（昭和36年）には株式会社へ改組すると共に、現在の社名に変更。主力のみりんや醸造酢のみならず、みりん風調味料、クッキングワイン、清酒、リキュールなどに分野を広げている。

## 沿革
- 1900年（明治33年） - 大西猪太郎により創業。「醇良粕取焼酎」発売
- 1901年（明治34年） - 「日の出白味淋」の製造販売開始
- 1927年（昭和2年） - 「大西合名会社」（資本金1万円）設立
- 1961年（昭和36年） - 「キング醸造株式会社」（資本金120万円）設立
- 1978年（昭和53年） - 「日の出通商株式会社」（資本金500万円）設立
- 2000年（平成12年） - 創業100周年を迎える
- 2016年（平成28年） - 日の出通商株式会社をホールディングス会社としホールディングス体制スタート
- 2019年（平成31年） - 日の出通商株式会社を「日の出ホールディングス株式会社」に社名変更

## 事業所
本社・工場
兵庫県加古郡稲美町蛸草321番地
第1営業部
東京都大田区平和島六丁目1番1号 東京流通センタービル9階
第2営業部・第3営業部
大阪府大阪市淀川区西中島五丁目5番15号 新大阪セントラルタワー南館5階
第4営業部
愛知県名古屋市中村区則武一丁目10番号6 ノリタケ第1ビル5階

## 主な商品

### 酒類
清酒
- 播州錦 上撰
- 金露 上撰 (譲受ブランド品)
- 渡る世間の鬼ころし

焼酎
- 六条の雫
- 極

みりん
- 日の出本みりん

その他
- 日の出料理清酒
- 各種リキュール

### 食品
- 日の出新味料（みりん風調味料）
- 日の出料理酒
- 日の出クッキングワイン
- 日の出穀物酢
- 日の出ぽん酢

## 宣伝活動
- 「土曜だエブリバディ!」→「桂三枝のにゅーすコロンブス」→「海江田万里のパワフルサタデー」→「朝だ!生です旅サラダ」と朝日放送制作・テレビ朝日系の土曜朝のワイド番組のスポンサーを24年半にわたり提供し続けてきたが、2013年9月28日をもってスポンサーを降板。後任はタカギが2013年10月5日より提供している。また過去には、日本テレビの「ザ・ワイド」の14時台後半 - 15時台前半のナショナルスポンサーとして参加していた他、同社が本社を置く兵庫県のUHF局、サンテレビでもテレビCMが放映されていた事がある。
- 2013年10月以降は自社ホームページの特設サイトでの広告展開に切り替わっている。
- 毎年10-11月に年賀状用の干支スタンププレゼント（購入時のおまけ）が行われている。

テレビCM出演者
- 中田喜子
- 西村知美
- 田川寿美

## 日の出ホールディングスの関連会社
- 日の出ホールディングス株式会社 - 持株会社
- キング醸造株式会社
- 株式会社東亜酒造
- 但馬醸造所
- 原田食品株式会社
- 日の出物流システム株式会社
- 神戸ワイオーティー株式会社
- ヨシダフーズインターナショナルジャパン株式会社
- HINODE FOODS (S) PTE.LTD.（シンガポール）
- SIAM KING CO., LTD.（タイ）
- HINOMOTO,CORP.（アメリカ合衆国）
- Yoshida Foods International , LLC（アメリカ合衆国）